# Emarginea nocea
Emarginea nocea är en fjärilsart som beskrevs av Dyar 1912. Emarginea nocea ingår i släktet Emarginea och familjen nattflyn. Inga underarter finns listade i Catalogue of Life.